# Михайловка (Сладковський район)
Миха́йловка (рос. Михайловка) — присілок у складі Сладковського району Тюменської області, Росія.
Населення — 184 особи (2010, 221 у 2002).
Національний склад станом на 2002 рік:
- росіяни — 84 %